# メトロ (新聞紙)
メトロはスウェーデンで国際メトロ社（Metro International）から発行されていた無料の日刊新聞。全国版、ストックホルム版、イェーテボリ版、スコーネ版の4種があった。1995年2月13日に現在のストックホルム版の前身のメトロ・ストックホルムが創刊された。有名な漫画であるエルヴィスやロッキーはメトロに掲載されたものである。
2019年8月8日、新聞の廃刊が発表された。